# Флэнаган, Джон (скульптор)
Джон Флэнаган (Флэнеган) (англ. John Flanagan; 1865—1952) — американский скульптор, также дизайнер монет и медалей.

## Биография

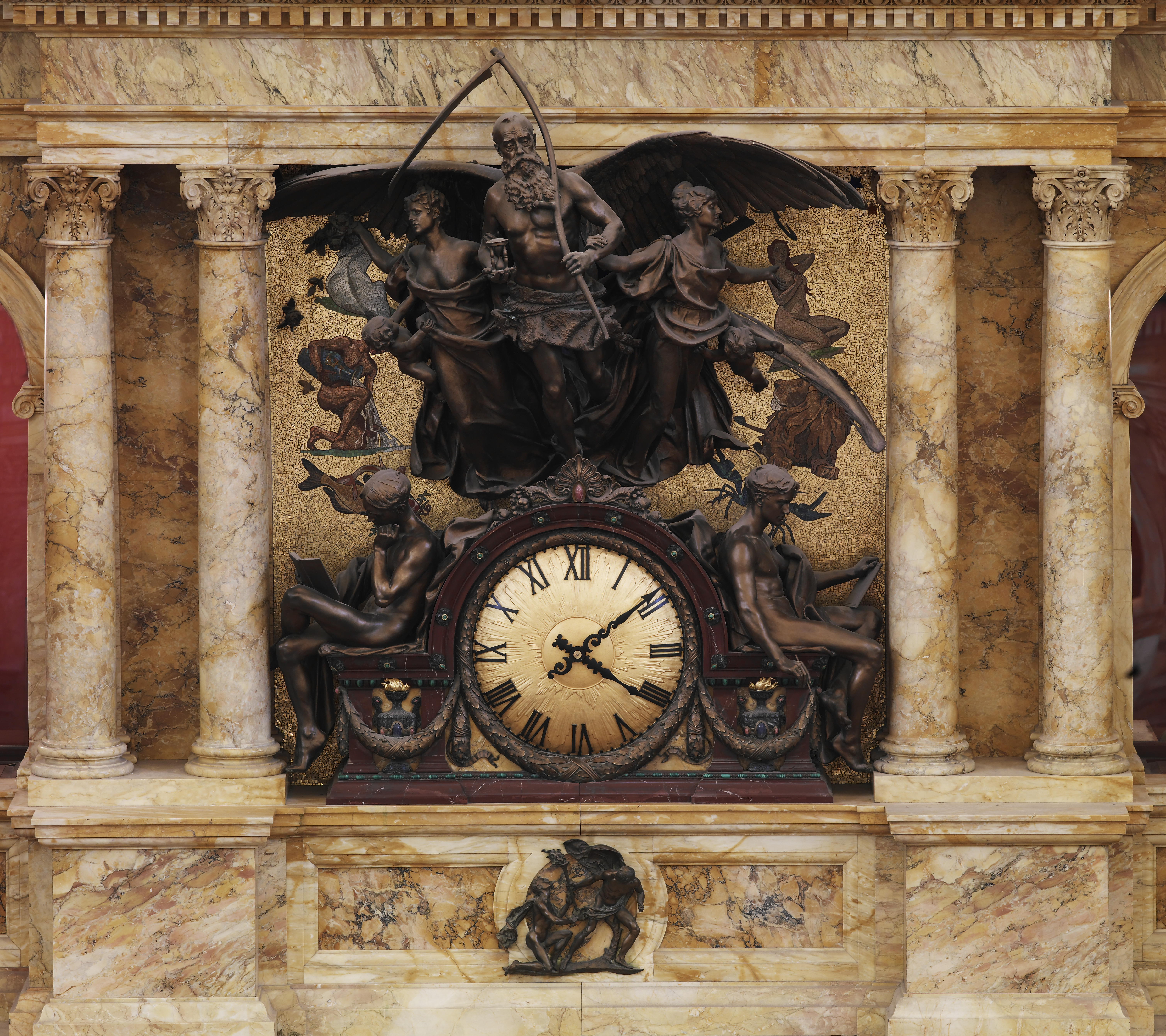
Часы работы Джона Флэнагана

Родился в 1865 году в Ньюарке, штат Нью-Джерси.
Обучался в нью-Йоркской Лиге студентов художников и в Cooper Union.
С 1885 по 1890 годы Флэнаган был студийным ассистентом Огастеса Сент-Годенса, работал с ним в нескольких крупных проектах. В его честь Флэнаган выполнил в 1924 году бюст, существующий в нескольких экземплярах, находящихся в Метрополитен-музее, Национальной галерее искусств и Нью-Йоркском университете.
Флэнаган был автором 25-сентовой монеты США с изображением Джорджа Вашингтона, выпущенной в 1932 году. Дизайн монеты сохранился вплоть до 1998 года.
Среди многих медалей, разработанных Флэнаганом, являются официальная медаль Панамо-Тихоокеанского международной выставки 1915 года; Verdun Medal в память о битве при Вердене в Первую мировую войну; медаль к празднованию юбилея Hudson-Fulton Celebration и другие.
В 1911 году он был избран в Национальную академию дизайна в качестве ассоциированного члена, став действительным академиком в 1928 году. Флэнаган был членом Общества медалистов (англ. Society of Medalists), созданного в США в 1930 году; Американского нумизматического общества (англ. American Numismatic Society), Национального общества скульпторов. В 1927 году был награждён орденом Почётного легиона.
Умер 28 марта 1952 года в Нью-Йорке.